# Corso del Rinascimento

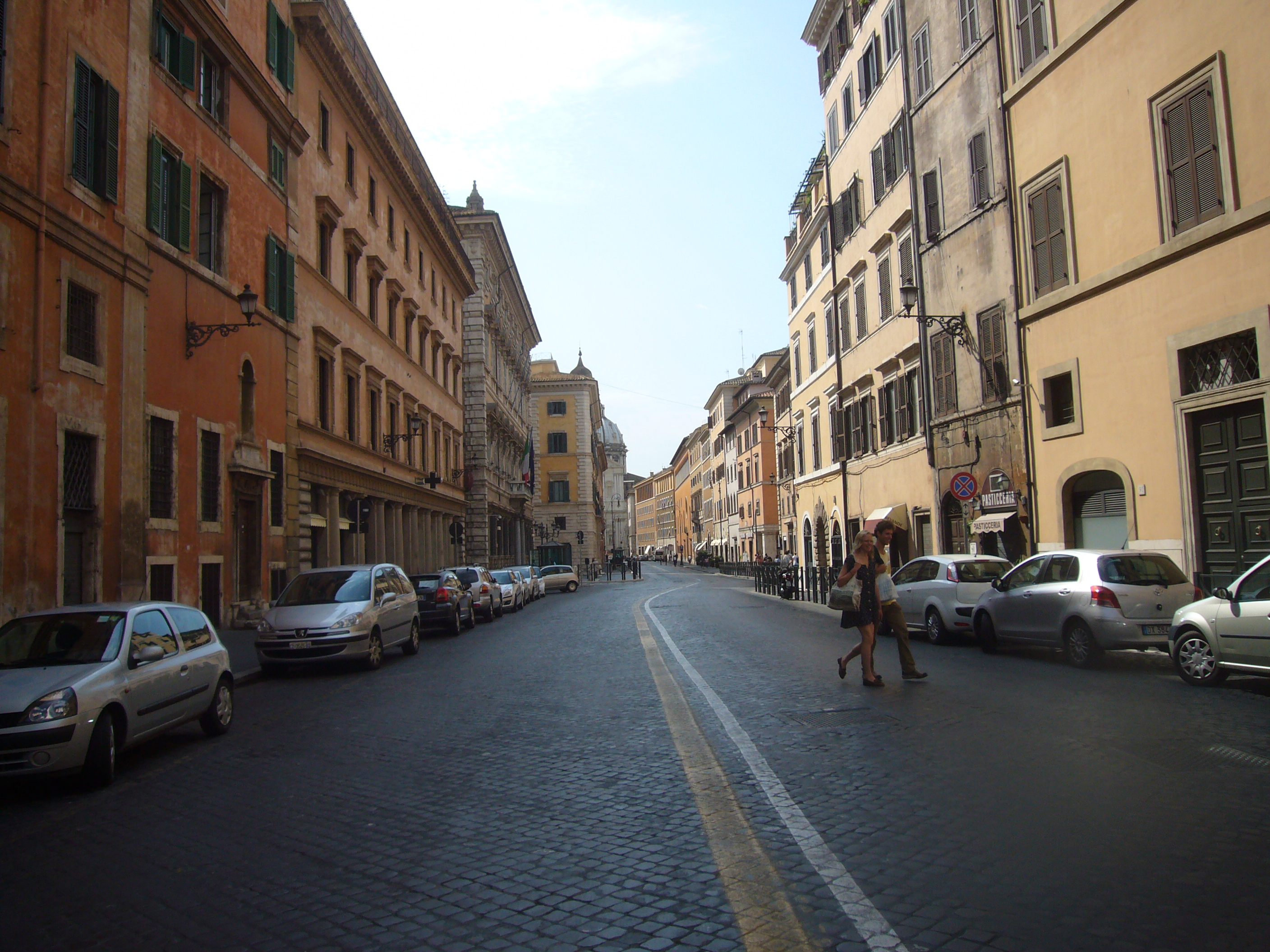
Corso del Rinascimento olhando para o sul, com o rione Parione à direita e Sant'Eustachio à esquerda. Ao fundo, Sant'Andrea della Valle.

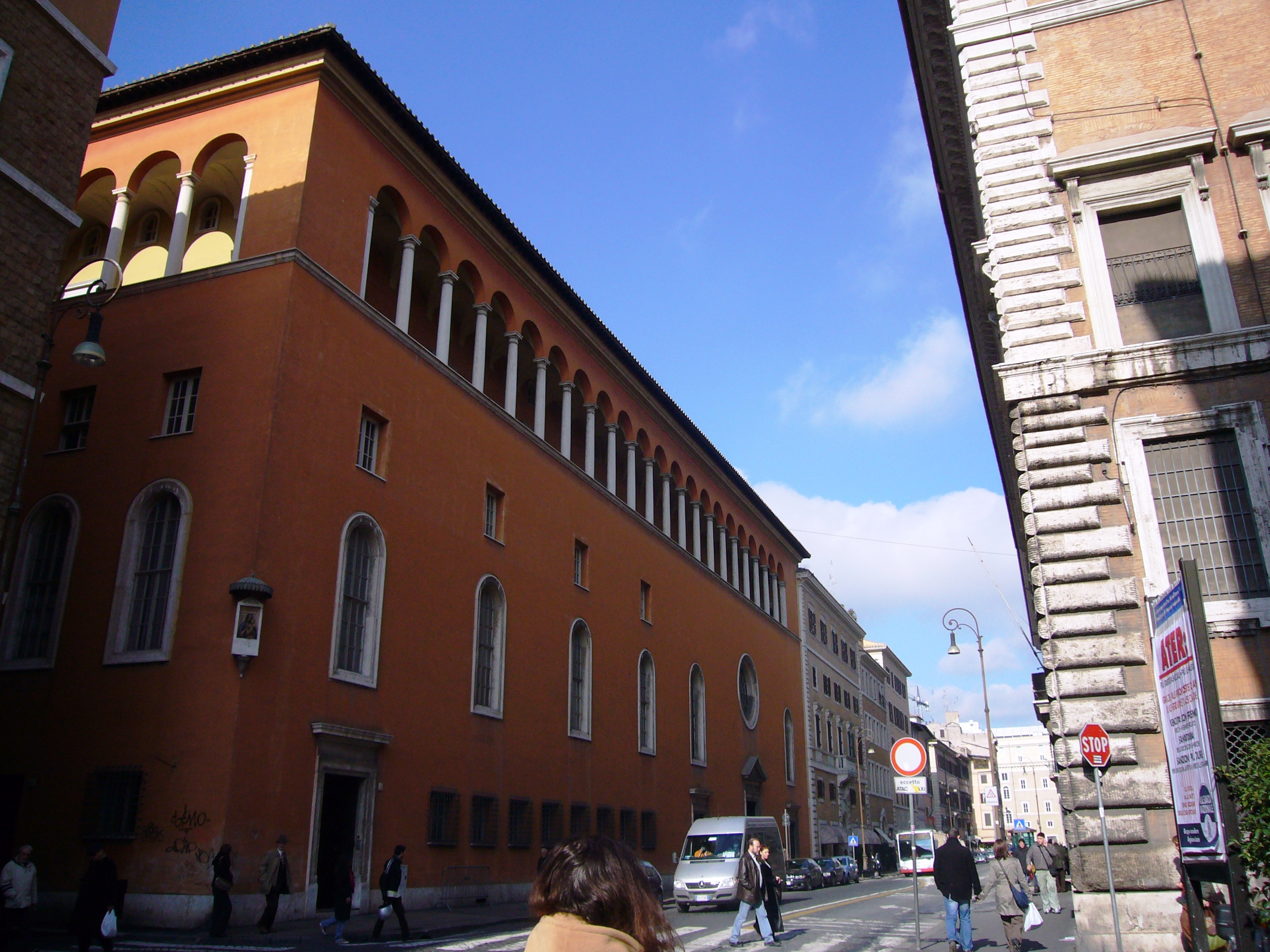
Corso del Rinascimento olhando para o norte, com o rione Parione à esquerda e Sant'Eustachio à direita. Em primeiro plano, o fundo de Nostra Signora del Sacro Cuore, que teve sua abside e transepto demolidos para permitir a abertura da via.

Corso del Rinascimento é uma rua no centro de Roma que liga a piazza delle Cinque Lune com a piazza Sant'Andrea della Valle, separando os riones Parione e Sant'Eustachio.

## História
Trata-se de uma rua recente, prevista no plano urbanístico de 1931 e era parte de um projeto mais amplo, não realizado, que pretendia ligar, depois de muitas demolições, o rione Prati ao Trastevere, passando pelos dois lados do Tibre. As obras de demolição da abside e do transepto da igreja de San Giacomo degli Spagnoli, do século XVI, e, depois, variados edifícios dos séculos XVII e XVIII ficavam nas antigas via del Pino, via del Pinnacolo e via della Sapienza foram demolidos em 1936 sob a direção do arquiteto Arnaldo Foschini. A via foi inaugurada por Benito Mussolini.

## Monumentos
Indo da piazza delle Cinque Lune (norte) até a piazza Sant'Andrea della Valle (sul), do lado pertencente ao rione Sant'Eustachio (esquerdo) estão os seguintes monumentos:
- Palazzo Madama (século XVII)
- Palazzo Carpegna (reconstruído no século XX para permitir o alargamento da via)
- Palazzo della Sapienza (século XVI)
- Sant'Ivo alla Sapienza (século XVII)

Do lado pertencente ao rione Parione (direito), estão:
- Piazza dei Massimi e o Palazzo di Pirro
- Placa comemorativa de Cesare Fracassini
- A entrada posterior da igreja de Nostra Signora del Sacro Cuore (século XV)
- Palazzo della Società dei Santi Dodici Apostoli (século XVIII)